# Bořek Dočkal
Bořek Dočkal (Městec Králové, 30 de setembro de 1988) é um futebolista tcheco que atua como meio-campo. Atualmente, joga pelo Sparta Praga.